# Interruptor bilateral de silicio

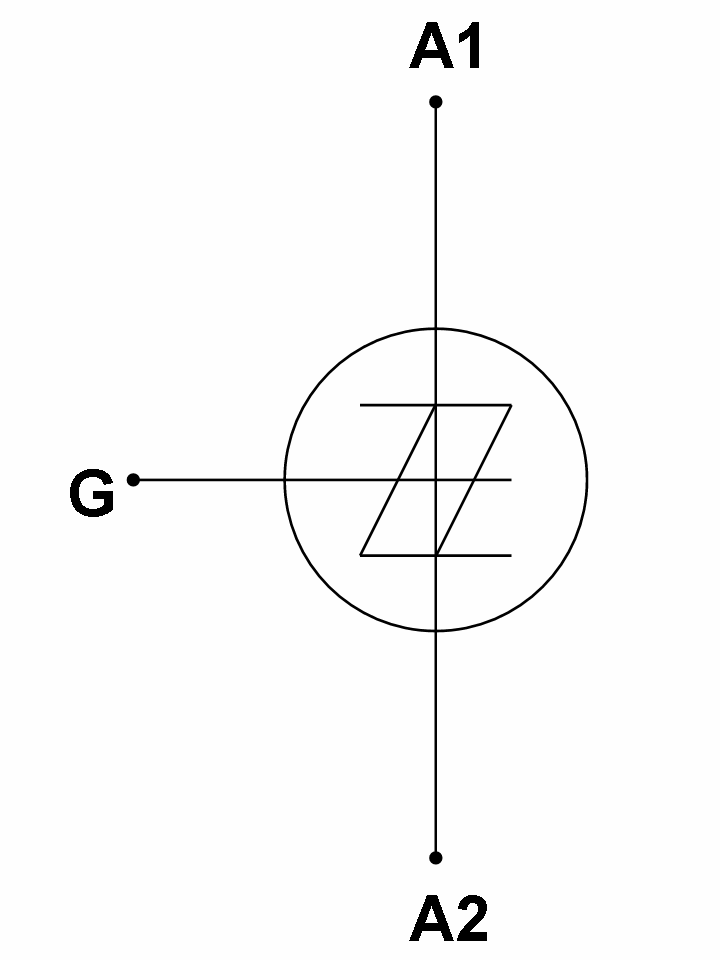
Símbolo esquemático de un SBS.

Un Interruptor bilateral de silicio o SBS por sus siglas en inglés (Silicon Bilateral Switch) es un tiristor del tipo bidireccional, que está compuesto por dos tiristores unidireccionales o SUS conectados en antiparalelo. Al igual que los tiristores PUT y SUS, el SBS es utilizado en circuitos osciladores de relajación para el control de disparo de dispositivos que entregan potencia eléctrica a una carga, como los SCR y los TRIAC; la diferencia consiste en que pueden dispararse tanto en el semiciclo positivo como en el negativo de una fuente de voltaje de corriente alterna, debido a que pueden polarizarse directa e inversamente.

## Construcción
Como casi todos los familiares de los tiristores, el SBS cuenta con tres conexiones: la compuerta (G), el ánodo o terminal 1 (A1 o T1) y el ánodo o terminal 2 (A2 o T2). Una característica muy especial de este dispositivo es que no es una versión modificada de un diodo con sus capas NPNP, sino más bien está compuesto internamente por transistores, diodos Zener y resistencias internas, y que además vienen fabricados como circuitos integrados.

## Curva Característica de Voltaje-Corriente
Un SBS puede dispararse con la compuerta conectada o desconectada; esta terminal solamente proporciona mayor flexibilidad en el disparo y por tanto altera sus características de voltaje-corriente. Si se comparara esta curva característica con la de un DIAC, se podría observar que son muy similares; sin embargo, la curva del SBS tiene una región de resistencia negativa más pronunciada, lo que significa que su caída de voltaje es mucho más drástica después de llegar a su estado de conducción. Usualmente, el voltaje de ruptura de un SBS se encuentra entre los 7 y 9 voltios, cuyo voltaje es mucho menor que el de un DIAC.

Uso de la compuerta del SBS para modificar la curva característica de un SBS

La compuerta de un SBS es usada para alterar el comportamiento mostrado en la curva característica Voltaje-Corriente; por ejemplo, si se desea tener ángulos de disparo diferentes en los semiciclos positivos y negativos, se puede conectar un diodo Zener entre la compuerta G y la terminal T1, con la finalidad de que el voltaje de ruptura directo llegue hasta el valor de voltaje del diodo Zener, mientras que el voltaje de ruptura inverso no se modifica. Con esto, se logra modificar el voltaje de ruptura original a uno determinado por el "usuario" para una aplicación cualquiera, aunque no es común tener diferentes ángulos de ruptura.

## Ventajas
Además de su caída de voltaje más drástica debido a su región de resistencia negativa, lo cual permite una conmutación más rápida, el SBS es mucho más estable térmicamente y más simétrico que su familiar cercano, el DIAC.
- Estabilidad térmica: Esto significa que ante incrementos de temperatura, el SBS mantiene un voltaje muy estable; de acuerdo con la hoja de especificaciones de la compañía POWEREX,[1] el modelo BS08D-T112 cuenta con un coeficiente de temperatura de 0.01 %/°C. En otras palabras, por cada grado Celsius que varíe la temperatura del dispositivo, su voltaje de ruptura cambiará en un 0.01 %, convirtiéndolo en un dispositivo muy estable térmicamente hablando.
- Simetría: Cuando se menciona que el SBS es simétrico, es porque los voltajes de ruptura en los semiciclos positivos y negativos son iguales o casi iguales. Esto se puede verificar en la señal de salida de un SBS: sus ángulos de disparo en los dos semiciclos son prácticamente iguales.

## Circuitos de Disparo
Los siguientes circuitos son utilizados para el control del disparo de un SBS. En el primero, con la selección adecuada de dos resistencias se puede regular la corriente que circula por la compuerta del SBS y por lo tanto permite ajustar su ángulo de disparo y la potencia entregada a una carga cualquiera. Nótese que los ángulos de disparo en los dos semiciclos son iguales. En el segundo y tercer circuito se controla indirectamente la potencia entregada a la carga, al controlar directamente el disparo de un SCR y TRIAC, respectivamente. Dependiendo de los valores de resistencias y capacitancias seleccionados, así mismo será el tiempo de carga y descarga del condensador (constante RC); al cargarse el condensador hasta un voltaje determinado, el SBS se disparará y le entregará pulsos de voltaje al SCR o TRIAC para que se disparen y le entreguen la potencia a la carga. El segundo circuito es comúnmente utilizado para el control de motores DC, mientras que el tercero es frecuentemente usado para control de iluminación (luces) y calentadores eléctricos.